# Ljutomer
Ljutomer (Duits: Luttenberg in der Steiermark; Prekmurees: Lutmerk) is een gemeente in Oost-Slovenië, in de Sloveense regio Stiermarken aan de grens met Kroatië. Volgens de volkstelling in 2002 had de gemeente 11.720 inwoners. De gelijknamige hoofdplaats van de gemeente werd voor het eerst in 1249 vermeld, waarna het in 1265 marktrechten kreeg.
Ljutomer vormt met Ormož een belangrijk centrum voor de Sloveense wijnbouw; een van de bekendere wijnkelders is Jeruzalemčan uit het dorp Jeruzalem bij Ljutomer.

## Plaatsen in de gemeente
Babinci, Bodislavci, Branoslavci, Bučkovci, Cezanjevci, Cuber, Cven, Desnjak, Drakovci, Globoka, Godemarci, Gresovščak, Grlava, Ilovci, Jeruzalem, Krapje, Krištanci, Kuršinci, Ljutomer, Mala Nedelja, Mekotnjak, Moravci v Slovenskih Goricah, Mota, Noršinci pri Ljutomeru, Nunska Graba, Plešivica, Podgradje, Precetinci, Presika, Pristava, Radomerje, Radomerščak, Radoslavci, Rinčetova Graba, Sitarovci, Slamnjak, Spodnji Kamenščak, Stara Cesta, Stročja vas, Šalinci, Vidanovci, Vogričevci, Zgornji Kamenščak, Železne Dveri

## In Ljutomer zijn geboren
- Franc Miklošič (Radomerščak 1813-1891) - slavist

Apače · Beltinci · Cankova · Črenšovci · Dobrovnik · Gornja Radgona · Gornji Petrovci · Grad · Hodoš · Kobilje · Križevci · Kuzma · Lendava · Ljutomer · Moravske Toplice · Murska Sobota · Odranci · Puconci · Radenci · Razkrižje · Rogašovci · Šalovci · Sveti Jurij · Tišina · Turnišče · Velika Polana · Veržej
1. ↑  "Prebivalstvo po starosti in spolu, občine, Slovenija, polletno". Statistični urad Republike Slovenije. Geraadpleegd op 18 april 2021.